# Ole Clifford
Ole Clifford (født 1945) er en dansk forfatter. Han begyndte at skrive som journalistelev på Lolland-Falsters Folketidende, men skiftede fokus da han blev tilbudt job i New York. Efter et par år var han datterselskabschef i USA, og senere åbnede han The Danish Trade Office i Denver. Særlige omstændigheder førte ham tilbage til de danske rødder: Han blev generalsekretær i Danish-American Business Forum og gik i gang med sin første danske roman De elskende i Toscana. Hans første spændingsroman var Det 11. bud.

## Ekstern henvisning
- Ole Cliffords hjemmeside